# Vệ Đái công
Vệ Đái công (chữ Hán: 衞戴公; trị vì: 660 TCN), tên thật là Cơ Thân (姬申), là vị vua thứ 19 của nước Vệ – chư hầu nhà Chu trong lịch sử Trung Quốc.

## Thân thế
Vệ Đái công là cháu nội của Vệ Tuyên công – vua thứ 15 nước Vệ và con của công tử Cơ Ngoan – người con thứ của Vệ Tuyên công và phu nhân Di Khương. Ngoài Cơ Ngoan, phu nhân Di Khương sinh được thế tử Cấp Tử và công tử Kiềm Mâu.
Sau đó Vệ Tuyên công cướp vợ của Cấp Tử là Tuyên Khương, cùng Tuyên Khương sinh ra công tử Thọ và công tử Sóc. Vì yêu Tuyên Khương và nghe theo Sóc, Tuyên công giết Cấp Tử và công tử Thọ, lập Sóc làm thế tử.
Năm 700 TCN, Vệ Tuyên công mất, Cơ Sóc lên nối ngôi, tức là Vệ Huệ công. Huệ công còn ít tuổi, Cơ Ngoan là anh thứ đã lớn, thông dâm với mẹ Huệ công là Tuyên Khương. Ban đầu Tuyên Khương không bằng lòng nhưng bị bắt ép, lần lượt sinh ra 5 người con: 3 trai là Tề Tử, Cơ Thân, Cơ Hủy và 2 người con gái. Do quan hệ loạn luân không cùng huyết thống giữa giữa cha ông công tử Ngoan và mẹ ông Tuyên Khương, anh em Cơ Thân và Cơ Hủy vừa là em cùng mẹ khác cha với Vệ Huệ công, vừa là cháu gọi Huệ công bằng chú; còn Tuyên Khương vừa là mẹ vừa là bà trẻ kế do Tuyên Khương vốn là mẹ kế của công tử Ngoan.

## Lên ngôi
Năm 660 TCN, nước Địch vào đánh nước Vệ, giết Vệ Ý công (con Vệ Huệ công). Trong lúc hỗn loạn, anh em Cơ Thân bỏ chạy. Tống Hoàn công nghe tin nước Vệ nguy biến, bèn mang quân ra bờ sông Hoàng Hà, mang thuyền đón tàn quân và dân Vệ. Trong một đêm, quân Tống đưa được hơn 700 người qua sông; sau đó tiếp tục cứu qua sông được 5000 người.
Do người nước Vệ vẫn thương Cấp Tử và không có thiện cảm với Vệ Huệ công giết các anh tranh ngôi, không muốn lập lại dòng dõi của Huệ công, nhưng những người con khác của Vệ Tuyên công đều đã mất: Cấp Tử và công tử Thọ đều không có con, nên Tống Hoàn công lập Cơ Thân là con công tử Ngoan, người cùng mẹ với Cấp Tử lên nối ngôi, tức là Vệ Đái công.
Cùng lúc, bá chủ Tề Hoàn công cũng sai con trưởng là công tử Vô Khuy mang 3000 quân và 500 cỗ xe cứu giúp nước Vệ, chu cấp thực phẩm đồ dùng cho Vệ Đái công.
Tuy nhiên Vệ Đái công làm vua không được lâu thì mất. Tề Hoàn công lập em ông là công tử Hủy lên nối ngôi, tức là Vệ Văn công.

## Gia đình
- Cha: Cơ Ngoan (truy tôn Vệ Chiêu Bá)
- Mẹ: Tuyên Khương
- Anh chị em:
  - Tề Tử
  - Vệ Văn công
  - Hai chị em gái, lấy Tống Hoàn công và Hứa Mục công